# Colaphellus sophiae
Colaphellus sophiae är en skalbaggsart som först beskrevs av Johann Gottlieb Schaller 1783.  Colaphellus sophiae ingår i släktet Colaphellus, och familjen bladbaggar. Arten har ej påträffats i Sverige.